# Agave salmiana
Agave salmiana är en sparrisväxtart som beskrevs av Christoph Friedrich Otto och Salm-dyck. Agave salmiana ingår i släktet Agave och familjen sparrisväxter.

## Underarter
Arten delas in i följande underarter:
- A. s. crassispina
- A. s. salmiana
- A. s. angustifolia
- A. s. ferox

## Bildgalleri

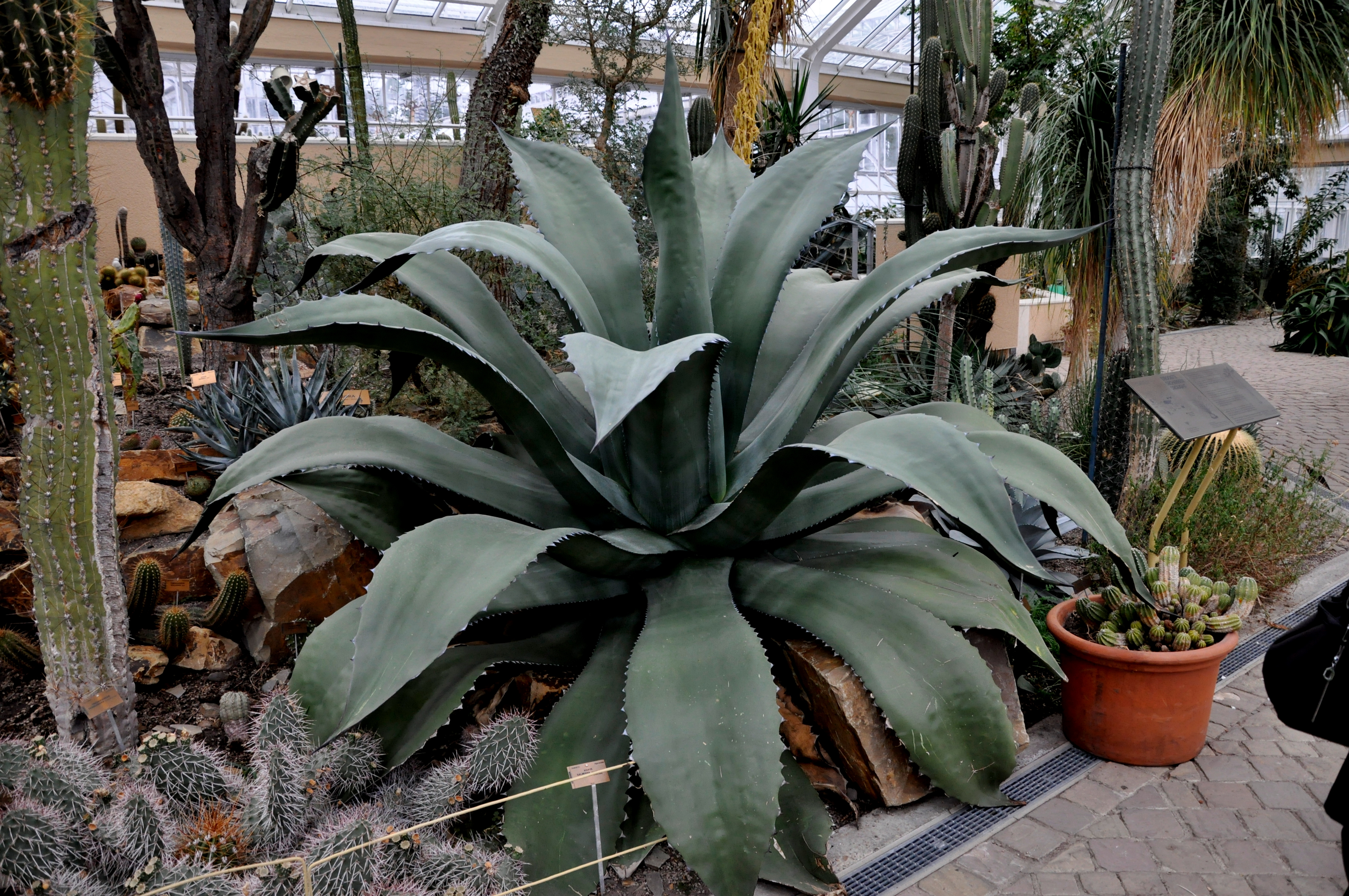
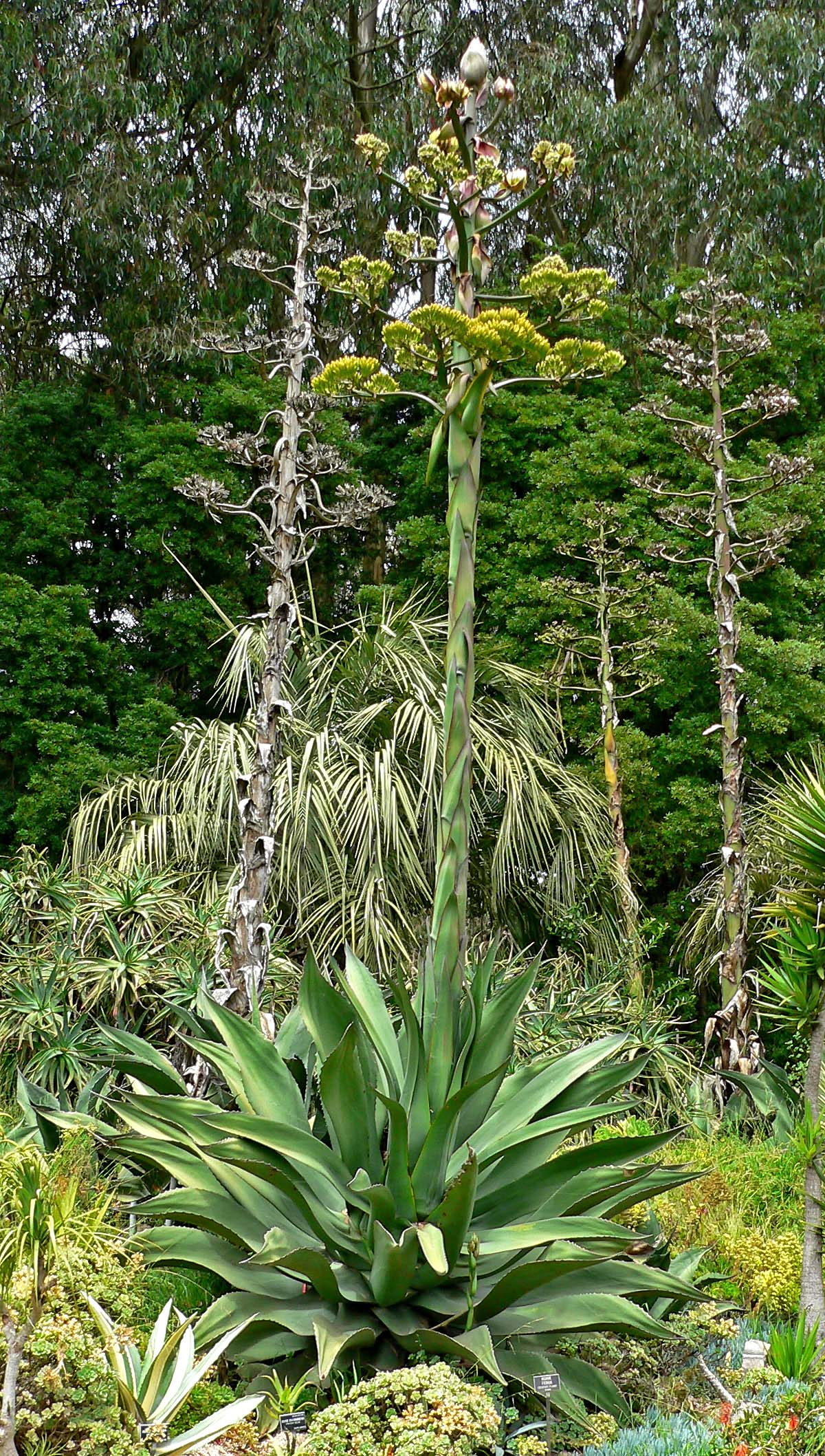
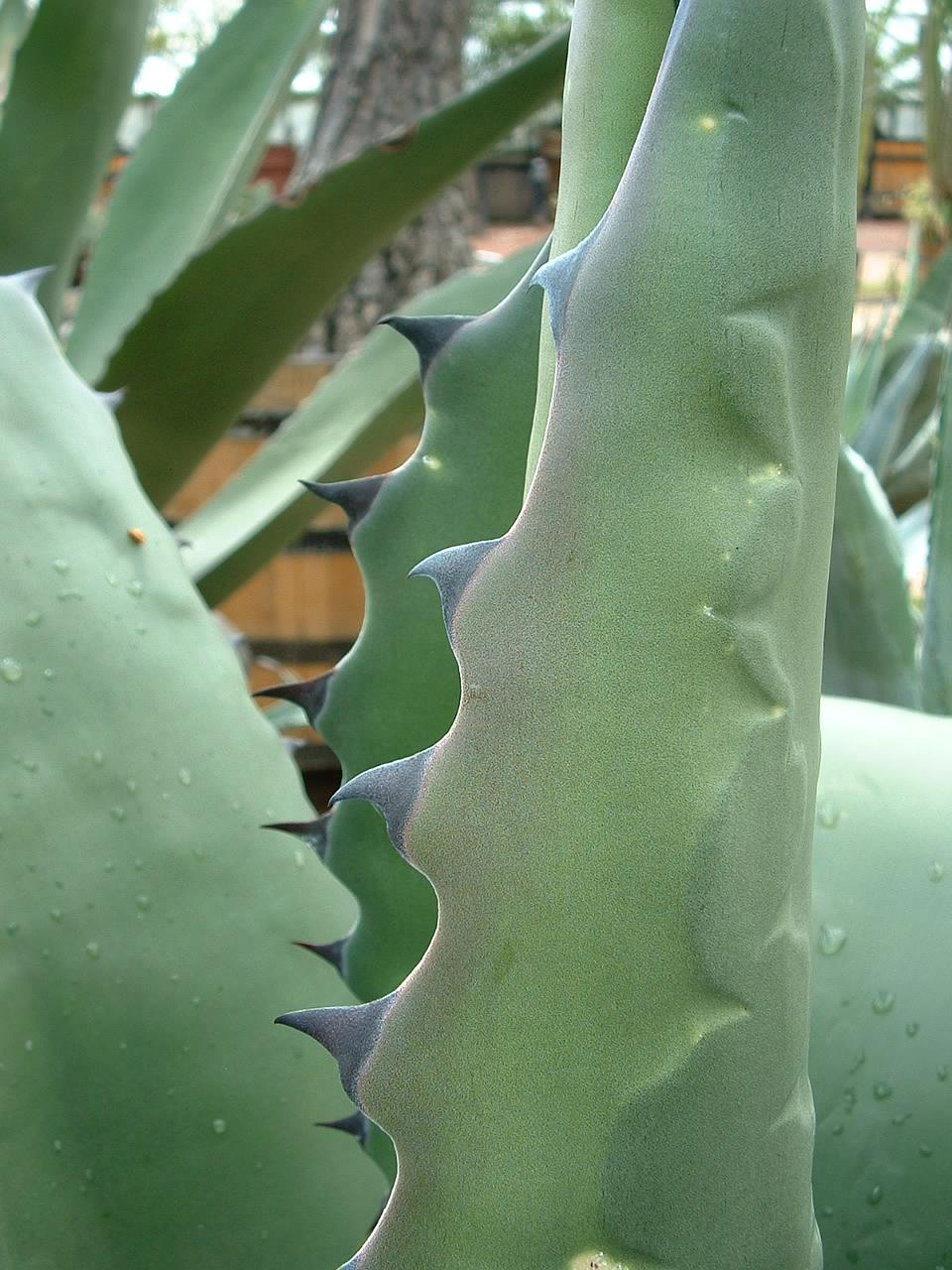
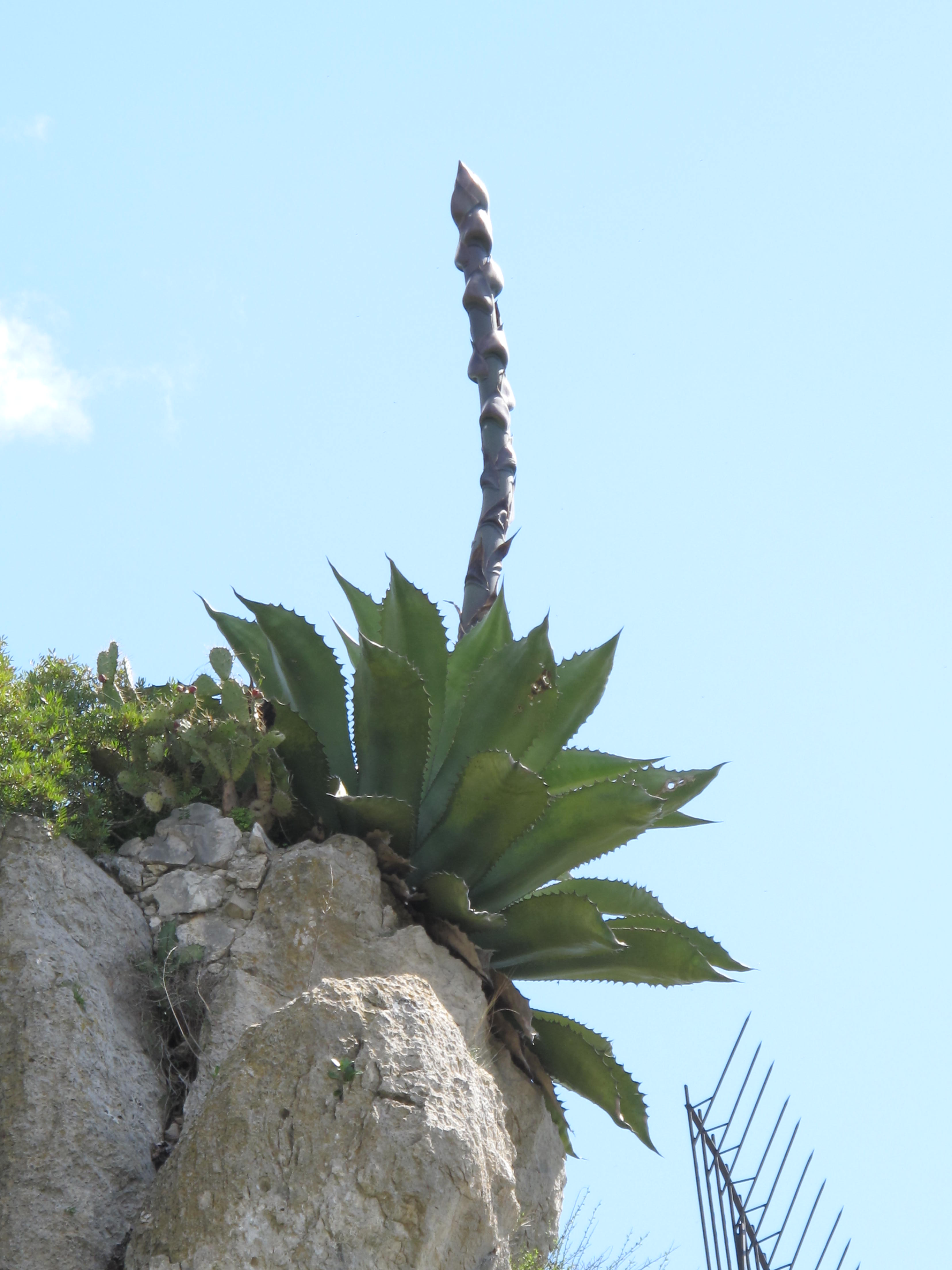
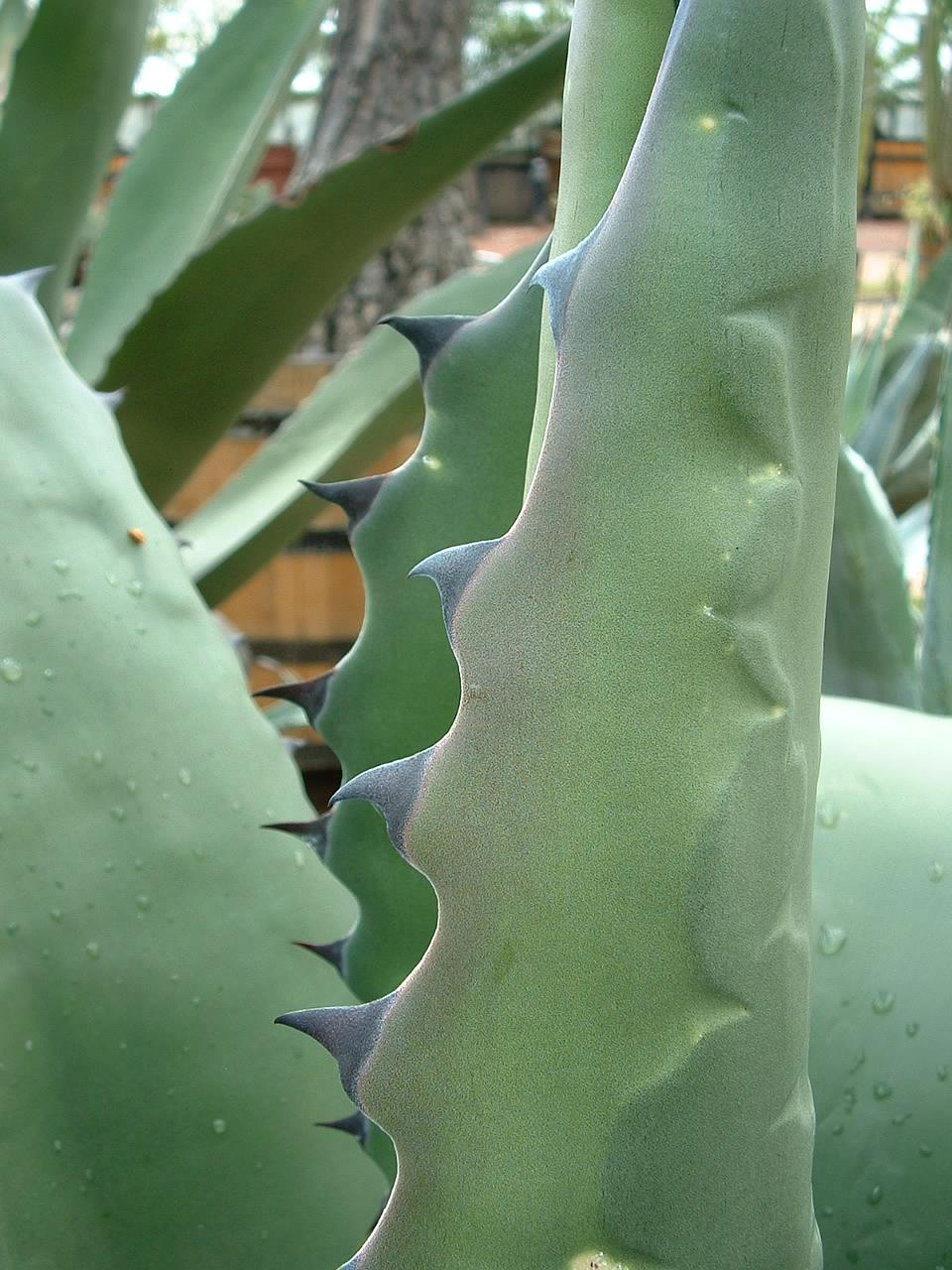
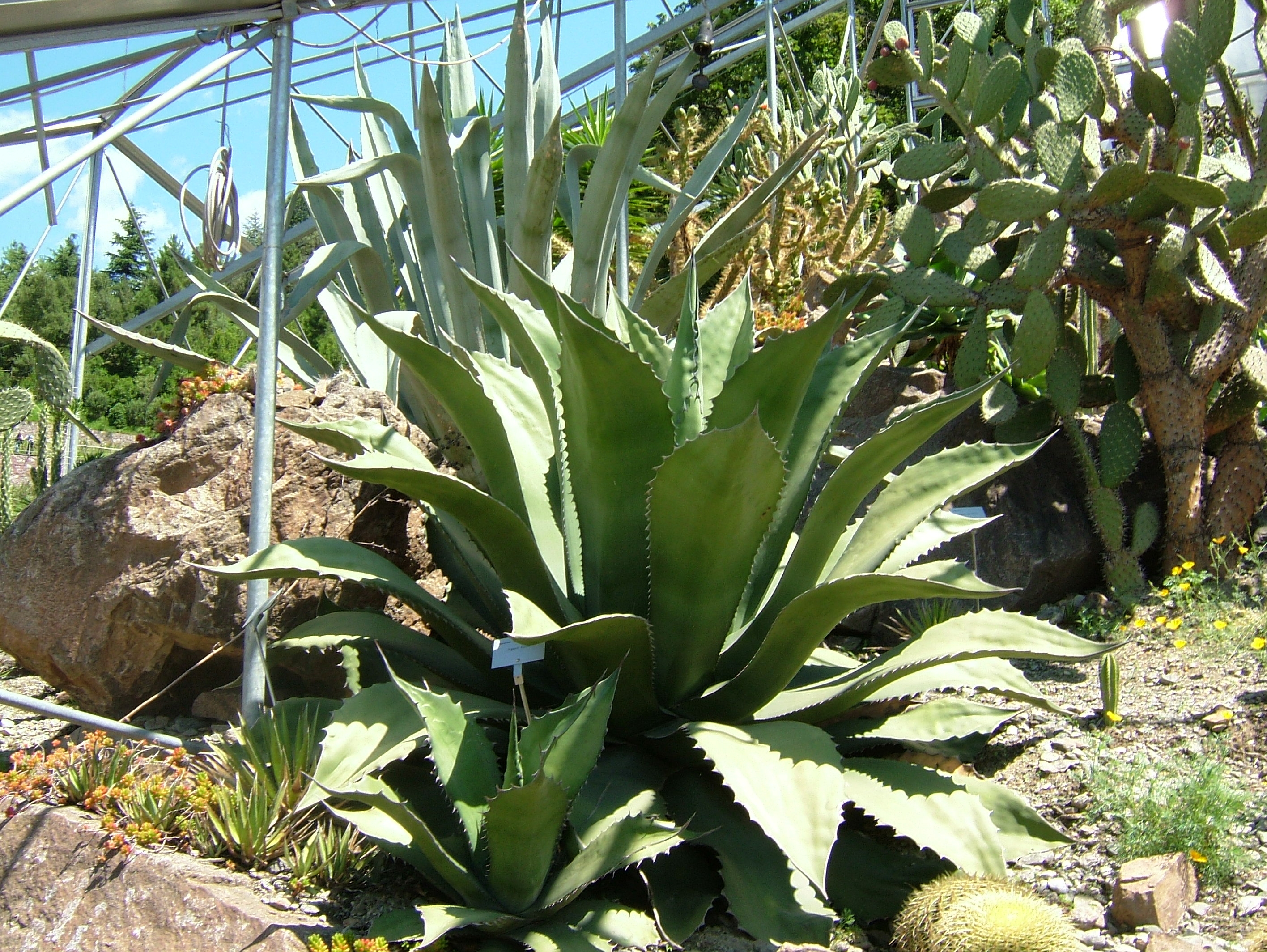